# طوس مریب
طوس مریب (به عربی: طوس مریب) یک منطقهٔ مسکونی در سومالی است که در Galguduud واقع شده‌است. طوس مریب ۹۱٬۲۶۰٫ نفر جمعیت دارد.